# Liste des routes d'État au Minnesota
Le réseau des routes d'État du Minnesota a été créé en 1920. Le réseau ne présente pas de système de numérotation précis. Cependant, les routes d'État sont numérotées de sorte à ne pas se répéter avec une autoroute inter-état ou une US Route se trouvant au Minnesota, à moins d'être le prolongement de l'une d'elles. Les routes sont entretenues par le Minnesota Department of Transportation (MnDOT).

## Liste des routes d'État
| Numéro | Longueur (mi) | Longueur (km) | Terminus sud / ouest                                                             | Terminus nord / est                                            | Créée | Notes                                                                                            |
| ------ | ------------- | ------------- | -------------------------------------------------------------------------------- | -------------------------------------------------------------- | ----- | ------------------------------------------------------------------------------------------------ |
| MN 1   | 345,95        | 556,76        | ND 54 à la frontière du Dakota du Nord à Oslo                                    | MN 61 à Illgen City                                            | 1934  |                                                                                                  |
| MN 3   | 43,75         | 70,41         | MN 21 à Faribault                                                                | MN 5 à Saint Paul                                              | 1965  |                                                                                                  |
| MN 4   | 167,14        | 268,98        | Iowa 4 à la frontière de l'Iowa près de Dunnell                                  | I-94 près de Sauk Centre                                       | 1920  |                                                                                                  |
| MN 5   | 76,35         | 122,87        | MN 19 / MN 22 à Gaylord                                                          | MN 120 aux limites entre Maplewood et Oakdale                  | 1934  |                                                                                                  |
| MN 6   | 147,78        | 237,82        | MN 18 près de Garrison                                                           | US 71 à Big Falls                                              | 1934  |                                                                                                  |
| MN 7   | 194,17        | 312,49        | MN 28 près de Beardsley                                                          | MN 100 à Saint Louis Park                                      | 1934  |                                                                                                  |
| MN 9   | 225,95        | 363,62        | MN 23 à New London                                                               | US 2 près de Crookston                                         | 1934  |                                                                                                  |
| MN 11  | 209,98        | 337,92        | ND 66 à la frontière du Dakota du Nord près de Donaldson                         | Près d'Island View                                             | 1920  |                                                                                                  |
| MN 13  | 111,66        | 179,71        | US 65 à Albert Lea                                                               | MN 149 à Saint Paul                                            | 1920  |                                                                                                  |
| MN 15  | 154,32        | 248,36        | Iowa 15 à la frontière de l'Iowa près de Fairmont                                | US 10 près de Sauk Rapids                                      | 1920  |                                                                                                  |
| MN 16  | 87,64         | 141,04        | I-90 à Dexter                                                                    | US 14 / US 61 à La Crescent                                    | 1979  |                                                                                                  |
| MN 18  | 78,21         | 125,86        | MN 25 à Brainerd                                                                 | MN 23 près de Sandstone                                        | 1920  |                                                                                                  |
| MN 19  | 207,88        | 334,55        | SD 30 à la frontière du Dakota du Sud près de Hendricks                          | US 61 à Red Wing                                               | 1934  |                                                                                                  |
| MN 20  | 7,47          | 12,02         | MN 19 à Cannon Falls                                                             | MN 50 près de Miesville                                        | 1920  |                                                                                                  |
| MN 21  | 38,37         | 61,75         | MN 60 à Faribault                                                                | US 169 à Jordan                                                | 1920  |                                                                                                  |
| MN 22  | 166,33        | 267,67        | CR R50 à la frontière de l'Iowa près de Kiester                                  | MN 23 à Richmond                                               | 1920  |                                                                                                  |
| MN 23  | 339,81        | 546,86        | I-90 près de Beaver Creek                                                        | I-35 / US 2 à Duluth                                           | 1920  | La route traverse le Wisconsin sur une courte dustance près de Mont du Lac, WI au sud de Duluth. |
| MN 24  | 47,83         | 76,98         | US 12 / MN 22 à Litchfield                                                       | US 10 à Clear Lake                                             | 1920  |                                                                                                  |
| MN 25  | 156,07        | 251,16        | US 169 à Belle Plaine                                                            | MN 210 à Brainerd                                              | 1920  |                                                                                                  |
| MN 26  | 21,12         | 33,99         | Iowa 26 à la frontière de l'Iowa près de Jefferson                               | MN 16 près de La Crescent                                      | 1934  |                                                                                                  |
| MN 27  | 247,62        | 398,51        | MN 28 à Browns Valley                                                            | I-35 près de Moose Lake                                        | 1934  |                                                                                                  |
| MN 28  | 142,32        | 229,05        | SD 10 à la frontière du Dakota du Sud à Browns Valley                            | MN 27 à Little Falls                                           | 1920  |                                                                                                  |
| MN 29  | 126,59        | 203,73        | US 59 / US 212 à Montevideo                                                      | US 71 à Wadena                                                 | 1920  |                                                                                                  |
| MN 30  | 265,63        | 427,50        | SD 34 à la frontière du Dakota du Sud près de Pipestone                          | MN 43 à Rushford                                               | 1934  |                                                                                                  |
| MN 32  | 144,85        | 233,11        | MN 34 près de Barnesville                                                        | MN 11 à Greenbush                                              | 1920  |                                                                                                  |
| MN 33  | 19,75         | 31,78         | I-35 à Cloquet                                                                   | US 53 à Independence                                           | 1934  |                                                                                                  |
| MN 34  | 103,16        | 166,03        | MN 9 à Barnesville                                                               | MN 200 / MN 371 à Walker                                       | 1920  |                                                                                                  |
| MN 36  | 21,72         | 34,95         | I-35W à Roseville                                                                | WIS 64 à la frontière du Wisconsin à Stillwater                | 1934  |                                                                                                  |
| MN 37  | 28,33         | 45,59         | US 169 / MN 73 à Hibbing                                                         | MN 135 à Gilbert                                               | 1934  |                                                                                                  |
| MN 38  | 46,77         | 75,26         | US 2 / US 169 à Grand Rapids                                                     | MN 1 à Effie                                                   | 1934  |                                                                                                  |
| MN 39  | 1,08          | 1,74          | MN 23 à Duluth                                                                   | WIS 105 à la frontière du Wisconsin à Duluth                   | 1943  |                                                                                                  |
| MN 40  | 73,87         | 118,89        | SD 20 à la frontière du Dakota du Sud près de Marietta                           | CR 5 à Willmar                                                 | 1934  |                                                                                                  |
| MN 41  | 9,38          | 15,10         | US 169 près de Shakopee                                                          | MN 7 à Shorewood                                               | 1934  |                                                                                                  |
| MN 42  | 30,72         | 49,43         | I-90 près d'Eyota                                                                | US 61 à Kellogg                                                | 1920  |                                                                                                  |
| MN 43  | 44,95         | 72,34         | MN 44 à Mabel                                                                    | WIS 54 à la frontière du Wisconsin à Goodview                  | 1920  |                                                                                                  |
| MN 44  | 35,98         | 57,90         | US 52 près de Canton                                                             | MN 16 à Hokah                                                  | 1920  |                                                                                                  |
| MN 45  | 2,63          | 4,23          | MN 210 à Carlton                                                                 | I-35 à Scanlon                                                 | 1934  |                                                                                                  |
| MN 46  | 46,38         | 74,64         | US 2 près de Deer River                                                          | MN 1 à Northome                                                | 1934  |                                                                                                  |
| MN 47  | 124,19        | 199,86        | MN 65 à Minneapolis                                                              | US 169 à Aitkin                                                | 1961  |                                                                                                  |
| MN 48  | 23,53         | 37,86         | I-35 à Hinckley                                                                  | WIS 77 à la frontière du Wisconsin près de Danbury, WI         | 1934  |                                                                                                  |
| MN 50  | 15,08         | 24,27         | MN 3 à Farmington                                                                | US 61 près de Miesville                                        | 1920  |                                                                                                  |
| MN 51  | 11,27         | 18,14         | MN 5 à Saint Paul                                                                | I-694 / US 10 à Arden Hills                                    | 1934  |                                                                                                  |
| MN 55  | 218,42        | 351,51        | ND 11 à la frontière du Dakota du Nord près de Nashua I-35W / I-94 à Minneapolis | I-94 à Minneapolis US 61 à Hastings                            | 1934  |                                                                                                  |
| MN 56  | 99,12         | 159,52        | US 63 près de Le Roy                                                             | US 52 / MN 50 à Hampton                                        | 1920  |                                                                                                  |
| MN 57  | 25,58         | 41,16         | US 14 à Kasson                                                                   | US 52 près de Zumbrota                                         | 1920  |                                                                                                  |
| MN 58  | 23,54         | 37,88         | US 52 à Zumbrota                                                                 | US 61 / US 63 à Red Wing                                       | 1920  |                                                                                                  |
| MN 60  | 221,58        | 356,60        | Iowa 60 à la frontière de l'Iowa près de Worthington                             | WIS 25 à la frontière du Wisconsin à Wabasha                   | 1920  |                                                                                                  |
| MN 61  | 150,32        | 241,92        | I-35 à Duluth                                                                    | Route 61 à la frontière canadienne près de Thunder Bay, ON     | 1990  | Ancienne US 61                                                                                   |
| MN 62  | 23,99         | 38,61         | US 59 à Fulda                                                                    | US 71 / MN 60 à Windom                                         | 1934  | Segment ouest                                                                                    |
| MN 62  | 17,60         | 28,32         | I-494 à Eden Prairie                                                             | I-494 à Inver Grove Heights                                    | 1988  | Segment est                                                                                      |
| MN 64  | 64,82         | 104,31        | MN 210 près de Motley                                                            | MN 200 près de Laporte                                         | 1934  |                                                                                                  |
| MN 65  | 270,78        | 435,77        | Minneapolis                                                                      | US 71 à Littlefork                                             | 1934  |                                                                                                  |
| MN 67  | 83,03         | 133,62        | US 75 près de Canby                                                              | MN 68 à Morgan                                                 | 1920  |                                                                                                  |
| MN 68  | 141,03        | 226,96        | SD 22 à la frontière du Dakota du Sud près de Canby                              | US 169 / MN 60 près de Mankato                                 | 1920  |                                                                                                  |
| MN 70  | 29,33         | 47,21         | MN 65 près de Mora                                                               | WIS 70 à la frontière du Wisconsin près de Grantsburg, WI      | 1934  |                                                                                                  |
| MN 72  | 76,81         | 123,61        | US 71 à Blackduck                                                                | Route 11 à la frontiere canadienne à Baudette                  | 1923  |                                                                                                  |
| MN 73  | 119,70        | 192,63        | I-35 près de Moose Lake                                                          | US 53 près de Gheen                                            | 1935  |                                                                                                  |
| MN 74  | 34,96         | 56,26         | US 52 / MN 30 à Chatfield                                                        | US 61 à Weaver                                                 | 1934  |                                                                                                  |
| MN 76  | 36,77         | 59,17         | Iowa 76 à la frontière de l'Iowa à Eitzen                                        | I-90 près de Dakota                                            | 1934  |                                                                                                  |
| MN 77  | 10,50         | 16,89         | Apple Valley                                                                     | MN 62 à Minneapolis                                            | 1980  |                                                                                                  |
| MN 78  | 46,69         | 75,15         | MN 79 près d'Erdahl                                                              | US 10 à Perham                                                 | 1934  |                                                                                                  |
| MN 79  | 12,13         | 19,52         | US 59 / MN 55 à Elbow Lake                                                       | I-94 près d'Evansville                                         | 1934  |                                                                                                  |
| MN 80  | 8,43          | 13,57         | MN 16 près de Wykoff                                                             | US 52 à Fountain                                               | 1945  |                                                                                                  |
| MN 83  | 23,76         | 38,24         | MN 30 près de Waldorf                                                            | MN 22 à Mankato                                                | 1934  |                                                                                                  |
| MN 84  | 29,87         | 48,06         | MN 371 à Pine River                                                              | MN 200 près de Longville                                       | 1934  |                                                                                                  |
| MN 86  | 22,85         | 36,77         | Iowa 86 à la frontière de l'Iowa près de Spirit Lake, IA                         | MN 60 près de Wilder                                           | 1934  |                                                                                                  |
| MN 87  | 83,21         | 133,92        | US 10 près de Frazee                                                             | MN 84 près de Backus                                           | 1934  |                                                                                                  |
| MN 89  | 143,63        | 231,15        | US 2 près de Wilton                                                              | Route 89 à la frontière canadienne à Pinecreek                 | 1934  |                                                                                                  |
| MN 91  | 61,46         | 98,90         | CR L14 à la frontière de l'Iowa à Ellsworth                                      | MN 23 à Russell                                                | 1934  |                                                                                                  |
| MN 92  | 71,53         | 115,11        | MN 32 près de Red Lake Falls                                                     | MN 200 près de Bagley                                          | 1934  |                                                                                                  |
| MN 93  | 5,60          | 9,01          | MN 112 à Le Sueur                                                                | MN 19 à Henderson                                              | 1961  |                                                                                                  |
| MN 95  | 126,84        | 204,13        | MN 23 près de Sauk Rapids                                                        | US 10 / US 61 à Cottage Grove                                  | 1934  |                                                                                                  |
| MN 97  | 13,17         | 21,20         | I-35 à Columbus                                                                  | MN 95 près de Marine on St. Croix                              | 1934  |                                                                                                  |
| MN 99  | 40,83         | 65,71         | US 14 près de Nicollet                                                           | MN 21 près de Faribault                                        | 1934  |                                                                                                  |
| MN 100 | 16,18         | 26,04         | I-494 / MN 5 à Bloomington                                                       | I-694 à Brooklyn Center                                        | 1934  |                                                                                                  |
| MN 101 | 14,06         | 22,63         | Chanhassen I-94 à Rogers                                                         | Eden Prairie US 10 / US 169 à Elk River                        | 1934  |                                                                                                  |
| MN 102 | 19,30         | 31,06         | MN 32 près de Fertile                                                            | MN 9 près de Crookston                                         | 1934  |                                                                                                  |
| MN 104 | 27,32         | 43,97         | MN 9 à Sunburg                                                                   | MN 28 / MN 29 à Glenwood                                       | 1934  |                                                                                                  |
| MN 105 | 13,65         | 21,96         | CR S70 à la frontière de l'Iowa près de Lyle                                     | I-90 à Austin                                                  | 1934  |                                                                                                  |
| MN 106 | 7,37          | 11,85         | MN 29 à Deer Creek                                                               | US 10 près de New York Mills                                   | 1934  |                                                                                                  |
| MN 107 | 17,57         | 28,28         | MN 65 près de Braham                                                             | MN 23 près de Brook Park                                       | 1934  |                                                                                                  |
| MN 108 | 61,37         | 98,77         | I-94 près de Rothsay                                                             | MN 210 à Henning                                               | 1934  |                                                                                                  |
| MN 109 | 32,83         | 52,84         | US 169 à Winnebago                                                               | I-90 à Alden                                                   | 1934  |                                                                                                  |
| MN 111 | 9,79          | 15,75         | US 14 à Nicollet                                                                 | MN 22 près de Saint Peter                                      | 1934  |                                                                                                  |
| MN 113 | 54,59         | 87,86         | MN 32 à Syre                                                                     | US 71 près de Park Rapids                                      | 1934  |                                                                                                  |
| MN 114 | 19,96         | 32,11         | MN 28 / MN 29 à Starbuck                                                         | I-94 près d'Alexandria                                         | 1934  |                                                                                                  |
| MN 115 | 8,74          | 14,05         | US 10 à Randall                                                                  | MN 371 près de Little Falls                                    | 1934  |                                                                                                  |
| MN 117 | 1,80          | 2,89          | SD 19 à la frontière du Dakota du Sud près de Wheaton                            | MN 27 près de Wheaton                                          | 1934  |                                                                                                  |
| MN 119 | 15,11         | 24,31         | US 212 à Dawson                                                                  | US 12 près d'Appleton                                          | 1934  |                                                                                                  |
| MN 121 | 0,94          | 1,51          | I-35W / MN 62 à Richfield                                                        | Minneapolis                                                    | 1934  |                                                                                                  |
| MN 123 | 8,04          | 12,93         | MN 23 à Sandstone                                                                | MN 23 près d'Askov                                             | 1945  |                                                                                                  |
| MN 135 | 36,16         | 58,19         | US 53 à Virginia                                                                 | MN 1 / MN 169 à Tower                                          | 1958  |                                                                                                  |
| MN 139 | 3,91          | 6,30          | Iowa 139 à la frontière de l'Iowa près de Harmony                                | US 52 à Harmony                                                | 1934  |                                                                                                  |
| MN 149 | 9,92          | 15,97         | MN 3 à Inver Grove Heights                                                       | MN 5 à Saint Paul                                              | 1980  |                                                                                                  |
| MN 156 | 4,20          | 6,76          | I-494 à South Saint Paul                                                         | US 52 à Saint Paul                                             | 1993  |                                                                                                  |
| MN 167 | 7,30          | 11,76         | MN 23 à Granite Falls                                                            | Parc d'état d'Upper Sioux Agency                               | 2022  |                                                                                                  |
| MN 169 | 48,88         | 78,67         | US 53 près de Virginia                                                           | Près de Section Thirty                                         | 1934  |                                                                                                  |
| MN 171 | 1,89          | 3,04          | ND 59 à la frontière du Dakota du Nord près de Pembina, ND                       | US 75 près de Saint Vincent                                    | 1936  |                                                                                                  |
| MN 172 | 11,52         | 18,53         | MN 11 près de Baudette                                                           | Près de Hackett                                                | 1961  |                                                                                                  |
| MN 175 | 21,20         | 34,12         | ND 5 à la frontière du Dakota du Nord près de Hallock                            | US 59 près de Lake Bronson                                     | 1965  |                                                                                                  |
| MN 194 | 17,39         | 27,99         | US 2 à Solway Township                                                           | I-35 à Duluth                                                  | 1958  |                                                                                                  |
| MN 197 | 7,00          | 11,26         | US 2 / US 71 près de Bemidji                                                     | US 2 à Bemidji                                                 | 1985  |                                                                                                  |
| MN 200 | 201,20        | 323,81        | ND 200 à la frontière du Dakota du Nord à Halstad                                | US 2 près de Floodwood                                         | 1965  |                                                                                                  |
| MN 210 | 227,99        | 366,92        | ND 210 à la frontière du Dakota du Nord à Breckenridge                           | MN 23 à Duluth                                                 | 1975  |                                                                                                  |
| MN 217 | 17,34         | 27,91         | MN 65 à Littlefork                                                               | US 53 près d'International Falls                               | 1949  |                                                                                                  |
| MN 219 | 15.331        | 24.673        | MN 1 près de Goodridge                                                           | MN 89 près de Grygla                                           | 1949  |                                                                                                  |
| MN 220 | 78,54         | 126,39        | US 75 à Climax                                                                   | MN 11 près de Robbin                                           | 1949  |                                                                                                  |
| MN 222 | 1,47          | 2,37          | MN 92 près d'Oklee                                                               | Oklee                                                          | 1949  |                                                                                                  |
| MN 223 | 7,64          | 12,30         | MN 92 près de Clearbrook                                                         | Leonard                                                        | 1949  |                                                                                                  |
| MN 226 | 1,49          | 2,40          | MN 34 près de Park Rapids                                                        | Dorset                                                         | 1949  |                                                                                                  |
| MN 237 | 2,75          | 4,43          | New Munich                                                                       | I-94 près de Melrose                                           | 1949  |                                                                                                  |
| MN 238 | 34,71         | 55,86         | I-94 à Albany                                                                    | MN 27 / MN 28 près de Little Falls                             | 1949  |                                                                                                  |
| MN 241 | 3,53          | 5,68          | St. Michael                                                                      | I-94 à St. Michael                                             | 1955  |                                                                                                  |
| MN 243 | 1,23          | 1,98          | MN 95 près de Taylors Falls                                                      | WIS 243 à la frontière du Wisconsin à Osceola, WI              | 1949  |                                                                                                  |
| MN 246 | 18,22         | 29,32         | MN 3 à Northfield                                                                | MN 56 près de Kenyon                                           | 1949  |                                                                                                  |
| MN 247 | 12,60         | 20,28         | US 63 près de Rochester                                                          | MN 42 à Plainview                                              | 1949  |                                                                                                  |
| MN 248 | 11,22         | 18,06         | Altura                                                                           | US 61 près de Minnesota City                                   | 1949  |                                                                                                  |
| MN 250 | 9,48          | 15,26         | MN 16 à Lanesboro                                                                | MN 30 près de Rushford                                         | 1949  |                                                                                                  |
| MN 251 | 16,37         | 26,35         | I-35 près de Clarks Grove                                                        | US 218 près d'Austin                                           | 1949  |                                                                                                  |
| MN 252 | 4,35          | 7,01          | I-94 / I-694 à Brooklyn Center                                                   | MN 610 à Brooklyn Park                                         | 1985  |                                                                                                  |
| MN 257 | 3,99          | 6,42          | Hanska                                                                           | MN 15 près de Hanska                                           | 1949  |                                                                                                  |
| MN 263 | 11,23         | 18,07         | Ceylon                                                                           | I-90 près de Welcome                                           | 1949  |                                                                                                  |
| MN 264 | 7,39          | 11,90         | Round Lake                                                                       | I-90 près de Worthington                                       | 1949  |                                                                                                  |
| MN 267 | 5,35          | 8,62          | Iona                                                                             | MN 30 près de Slayton                                          | 1949  |                                                                                                  |
| MN 269 | 2,65          | 4,27          | SD 11 à la frontière du Dakota du Sud près de Jasper                             | MN 23 à Jasper                                                 | 1949  |                                                                                                  |
| MN 270 | 7.659         | 12,33         | Hills                                                                            | US 75 près de Luverne                                          | 1949  |                                                                                                  |
| MN 271 | 8,59          | 13,83         | MN 19 près d'Ivanhoe                                                             | SD 28 à la frontière du Dakota du Sud près de Hendricks        | 1949  |                                                                                                  |
| MN 280 | 3,71          | 5,97          | I-94 à Saint Paul                                                                | I-35W à Roseville                                              | 1955  |                                                                                                  |
| MN 282 | 7,66          | 12,32         | US 169 à Jordan                                                                  | MN 13 près de Prior Lake                                       | 1949  |                                                                                                  |
| MN 284 | 5,65          | 9,09          | US 212 près de Cologne                                                           | MN 5 à Waconia                                                 | 1949  |                                                                                                  |
| MN 286 | 4,30          | 6,92          | MN 6 à Talmoon                                                                   | MN 38 à Marcell                                                | 1949  |                                                                                                  |
| MN 287 | 14,42         | 23,21         | MN 28 à Grey Eagle                                                               | US 71 à Long Prairie                                           | 1949  |                                                                                                  |
| MN 289 | 0,51          | 0,82          | MN 73 à Moose Lake                                                               | Centre correctionnel du Minnesota à Moose Lake                 | 1951  |                                                                                                  |
| MN 292 | 1,31          | 2,10          | Centre correctionnel du Minnesota à Red Wing                                     | US 61 / US 63 à Red Wing                                       | 1951  |                                                                                                  |
| MN 298 | 1,09          | 1,76          | Centre correctionnel du Minnesota à Faribault                                    | MN 60 / MN 299 à Faribault                                     | 1951  |                                                                                                  |
| MN 299 | 0,67          | 1,09          | MN 60 / MN 298 à Faribault                                                       | Minnesota State Academy for the Deaf                           | 1951  |                                                                                                  |
| MN 301 | 1,06          | 1,70          | Centre correctionnel du Minnesota à Saint Cloud                                  | US 10 à Saint Cloud                                            | 1951  |                                                                                                  |
| MN 308 | 1,28          | 2,06          | MN 11 près de Badger                                                             | MN 89 près de Roseau                                           | 1955  |                                                                                                  |
| MN 310 | 10,50         | 16,89         | MN 11 / MN 89 à Roseau                                                           | Route 310 à la frontière canadienne près de South Junction, MB | 1959  |                                                                                                  |
| MN 313 | 6,27          | 10,09         | MN 11 à Warroad                                                                  | Route 12 à la frontière canadienne près de Warroad             | 1959  |                                                                                                  |
| MN 316 | 9.81          | 15,79         | US 61 près de Red Wing                                                           | US 61 à Hastings                                               | 1959  |                                                                                                  |
| MN 317 | 1,44          | 2,32          | ND 17 à la frontière du Dakota du Nord                                           | MN 220 près d'Oslo                                             | 1959  |                                                                                                  |
| MN 329 | 1,11          | 1,79          | US 59 à Morris                                                                   | West Central Experiment Station                                | 1970  |                                                                                                  |
| MN 330 | 2,02          | 3,25          | US 14 près de Lamberton                                                          | University of Minnesota Southwest Research à Lamberton         | 1971  |                                                                                                  |
| MN 336 | 2,25          | 3,62          | I-94 près de Moorhead                                                            | US 10 près de Dilworth                                         | 1995  |                                                                                                  |
| MN 371 | 107,41        | 172,86        | US 10 à Little Falls                                                             | US 2 à Cass Lake                                               | 1975  | Ancienne US 371                                                                                  |
| MN 610 | 9,83          | 15,82         | I-94 à Maple Grove                                                               | US 10 / MN 47 à Coon Rapids                                    | 1975  |                                                                                                  |
|        |               |               |                                                                                  |                                                                |       |                                                                                                  |